# Metafyzická malba

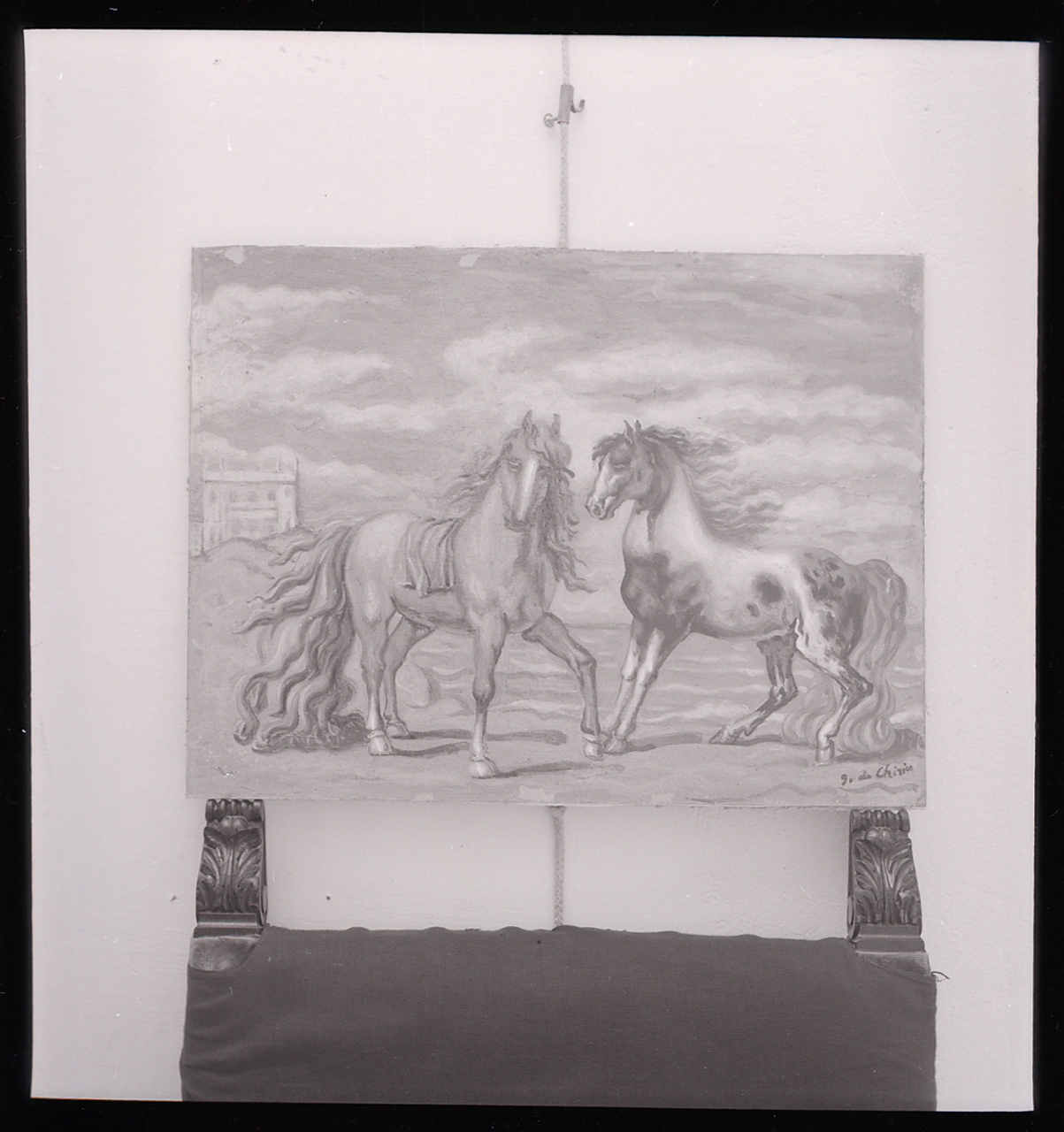
Giorgio de Chirico, Cavalli (foto Paolo Monti. Fondo Paolo Monti, BEIC).

Metafyzická malba (italsky Pittura metafisica) je umělecký směr projevující se hlavně v malířství. Rozvinul se v Itálii a jeho hlavní představitelé byli Giorgio de Chirico a Carlo Carrà, z metafyzické malby vycházel také Giorgio Morandi. Směr se upevnil v roce 1916, formoval se kolem revue Valori plastici (založené 1918) a úpadek nastal po nástupu fašismu v Itálii roku 1923.
Směr reagoval na futurismus, dynamismus a civilismus a stal se důležitým předchůdcem dadaismu a surrealismu. Pro metafyzickou malbu je typické vyjádřením klidu, ticha, nehnutosti. Je v ní obsažena nostalgie po antice, fantasknost, tajemnost, má emotivní náboj. Znázorňuje neskutečnost, fantazii, zneklidňující předměty odrážející snové představy. Umělci metafyzické malby využívali podvědomých podnětů, uctívali magickou moc čísel a geometrických obrazů.